# (10718) Самусь
(10718) Самусь (лат. Samusʹ) — типичный астероид главного пояса, открыт 23 августа 1985 года советским астрономом Николаем Черных в Крымской астрофизической обсерватории и 1 мая 2003 года назван в честь советского и российского астронома Николая Самуся.

## Обнаружение и именование
(10718) Самусь
Открыт 23 августа 1985 года в Крымской астрофизической обсерватории Н. С. Черных.
Николай Николаевич Самусь (р. 1949) — учёный в области звёздной астрофизики Института астрономии Российской академии наук и Московского университета. Является главным редактором четвёртого и пятого томов Общего каталога переменных звёзд. В последние годы также работает над радиальными скоростями цефеид.
Оригинальный текст (англ.)10718 Samusʹ
Discovered 1985 Aug. 23 by N. S. Chernykh at the Crimean Astrophysical Observatory.
Nikolaj Nikolaevich Samusʹ (b. 1949) is a scientist in stellar astrophysics at the Institute of Astronomy of the Russian Academy of Sciences and Moscow University. He is chief editor of the fourth and fifth volumes of the General Catalogue of Variable Stars. In recent years he has also worked on radial velocities of cepheids.
Источники: 20030501/MPCPages.arc; M.P.C. 48391.

## Орбита

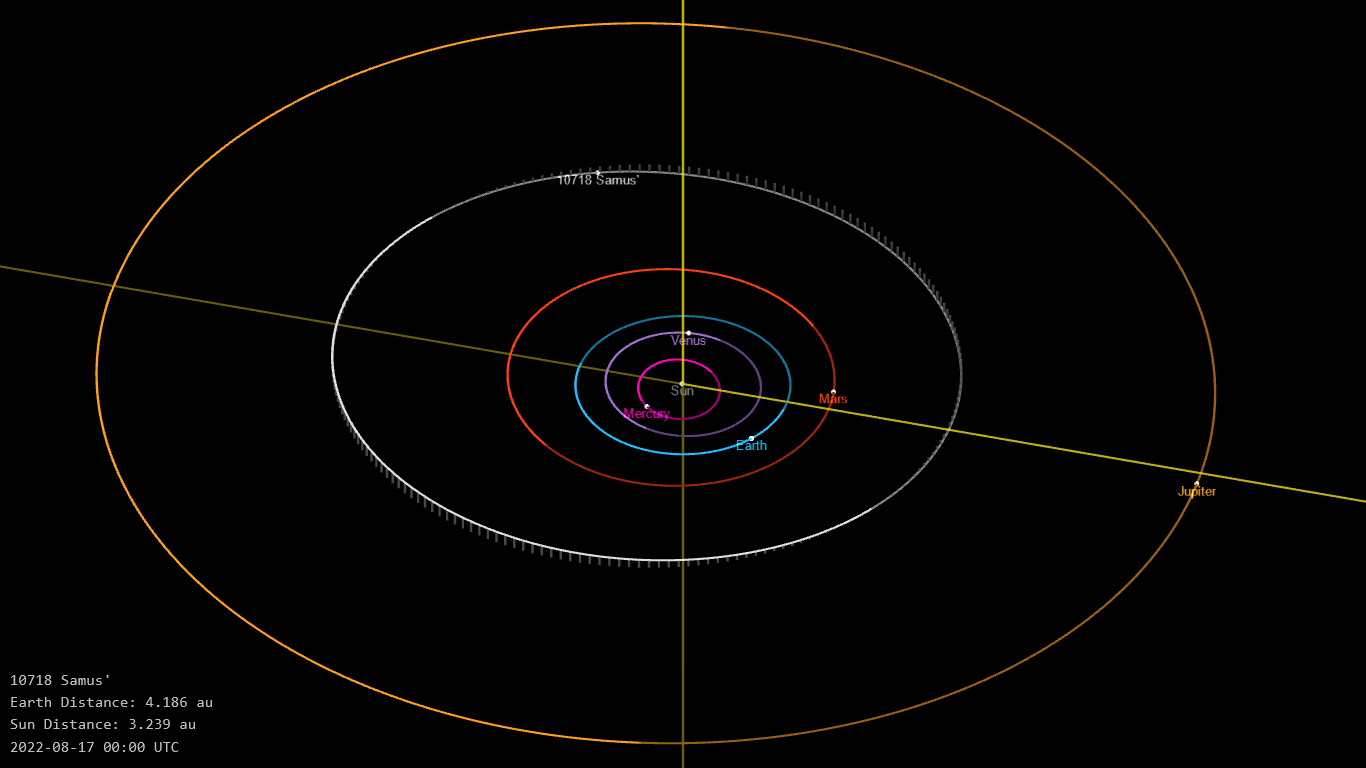
Орбита астероида Самусь и его положение в Солнечной системе

## Физические характеристики
Астероид относится к таксономическому классу C.
По результатам наблюдений в видимом и ближнем инфракрасном диапазоне космического телескопа NEOWISE диаметр астероида оценивался равным 4,913±0,927 км. Согласно тем же источникам альбедо оценивается как 0,2913±0,1648 и 0,291±0,165.